# Daba Diawara
Daba Diawara (geb. 15. August 1951, Bamako, Französisch-Westafrika) ist ein malischer Politiker.

## Leben
Daba Diawara wurde am 15. August 1951 in Bamako geboren. Er ist der Sohn von Gabou Diawara, einem politischen Weggefährten von Premierminister Modibo Keïta und ehemaliger Minister. Daba Diawara erwarb 1974 den eine Maîtrise in Öffentlichem Recht und Verwaltung an der Universität Dakar und 1976 ein Diplôme d’Études Supérieurs in Öffentlichem Recht an der Panthéon-Sorbonne (University Paris 1ere) und 1987 einen Doktortitel in öffentlichem Wirtschaftsrecht in Paris.
Nach seinem Studium wurde er 1978 als Verwaltungsangestellter in den Staatsdienst aufgenommen und dem Generalsekretariat der Regierung zugeteilt. 1983 wurde er Berater der Verfassungsabteilung des Obersten Gerichtshofs. 1986 nahm er eine Auszeit und eröffnete seine erste Rechtsberatungsfirma. 1988 kehrte er in den Staatsdienst zurück.
Von Oktober 1988 bis Januar 1991 bekleidete er das Amt des Generalsekretärs der Regierung. Er vertritt klar und deutlich Position für demokratische Offenheit und den Fortschritt hin zur Rechtsstaatlichkeit. Dann wurde er der Contrôle général d’État zugewiesen.
Nach dem Sturz des Regimes von Moussa Traoré wurde er am 5. April 1991 Minister für öffentlichen Dienst und Arbeit in der demokratischen Übergangsregierung. Im Juni 1992 wurde er erneut Generalsekretär der Regierung im Rang eines Ministers. Nach seinem Rücktritt von diesem Posten im Jahr 1993, als sich die Sudanesische Union (Union Soudanaise–Rassemblement Démocratique Africain, USRDA) aus der Regierung zurückzog, erhielt Daba Diawara 1996 eine Stelle als Experte für Organisations- und institutionelle Fragen am Centre d’analyse et de formulation de politiques de développement (Zentrum für Analyse und Formulierung von Entwicklungspolitiken, CAFPD) der ACBF in Mali. 2003 wurde er zum Generalsekretär des Gesundheitsministeriums ernannt.
Daba Diawara war Aktivist der USRDA. 1996 wurde er zum politischen Sekretär des Nationalen Politbüros gewählt. 1998 spaltete sich die USRDA in zwei Fraktionen.
Im September 2001 gründete er die Parti de l’indépendance, de la démocratie et de la solidarité (PIDS, Partei für Unabhängigkeit, Demokratie und Solidarität). Mit dieser neuen Partei nahm er an den Präsidentschaftswahlen 2002 teil und erhielt im ersten Wahlgang 1,1 % der Stimmen.
Während seiner Rede an die Nation am 22. September 2007 kündigte Präsident Amadou Toumani Touré die bevorstehende Ernennung einer Person an, welche die Reflexion über den Zustand der Demokratie in Mali leiten solle: Daba Diawara. Am 28. Februar 2008 erhielt er vom Präsidenten das Mandatsschreiben, das ihn an die Spitze des Expertenausschusses für „Reflexionen zur Konsolidierung der Demokratie in Mali“ (La Réflexion sur la consolidation de la démocratie au Mali) beauftragte. Im Jahr 2009 wurde er im Rang eines Ministers zum Präsidenten des Comité d'Appui aux Réformes Institutionnelles (CARI, Komitee zur Unterstützung der institutionellen Reform) ernannt.
Am 6. April 2011 wurde er zum Minister für Staatsreform in der Regierung von Cissé Mariam Kaïdama Sidibé ernannt.